# Корнберг (громада)
Корнберг (нім. Cornberg) — сільська громада в Німеччині, знаходиться в землі Гессен. Підпорядковується адміністративному округу Кассель. Входить до складу району Герсфельд-Ротенбург.
Площа — 23,36 км2. Населення становить 1348 ос. (станом на 31 грудня 2020).
У 1945—1949 рр. тут було селище українських переміщених осіб, під проводом УНРРА.

## Географія
Муніципалітет розташований між містами Бад-Герсфельд на півдні та Ешвеге на півночі, кожне на відстані 27 км. Муніципальна територія розташована між горами Штельцінгер і Ріхельсдорфер. 

## Галерея

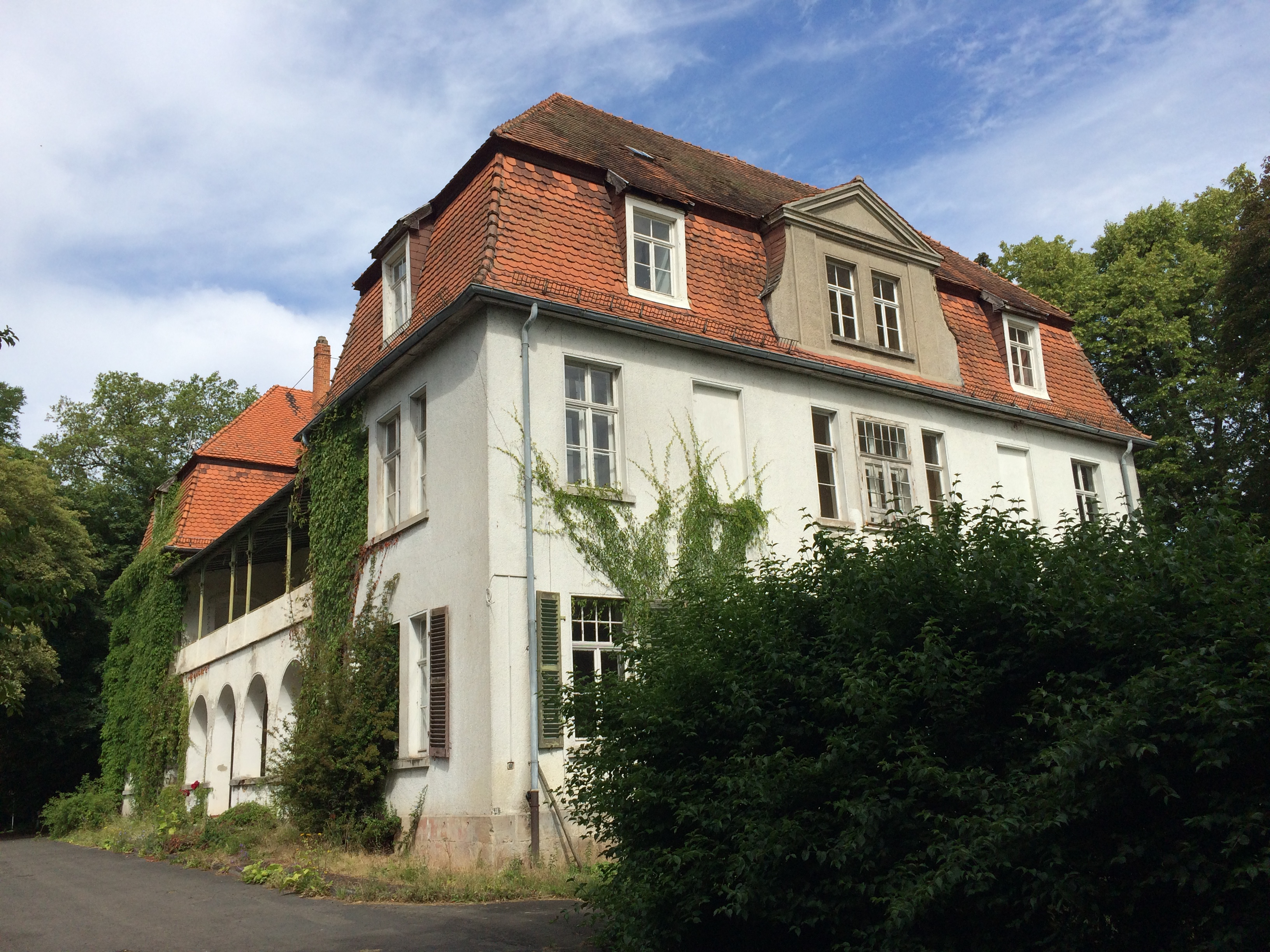
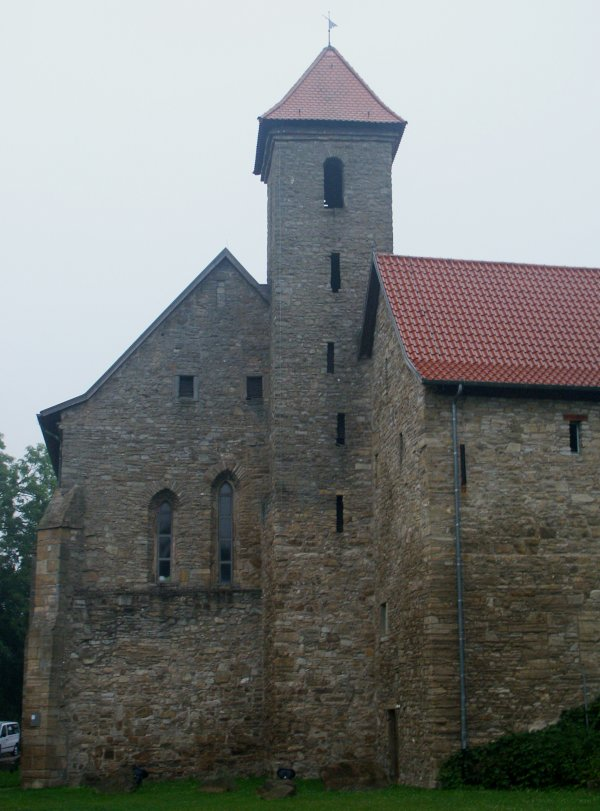